# 烏盧

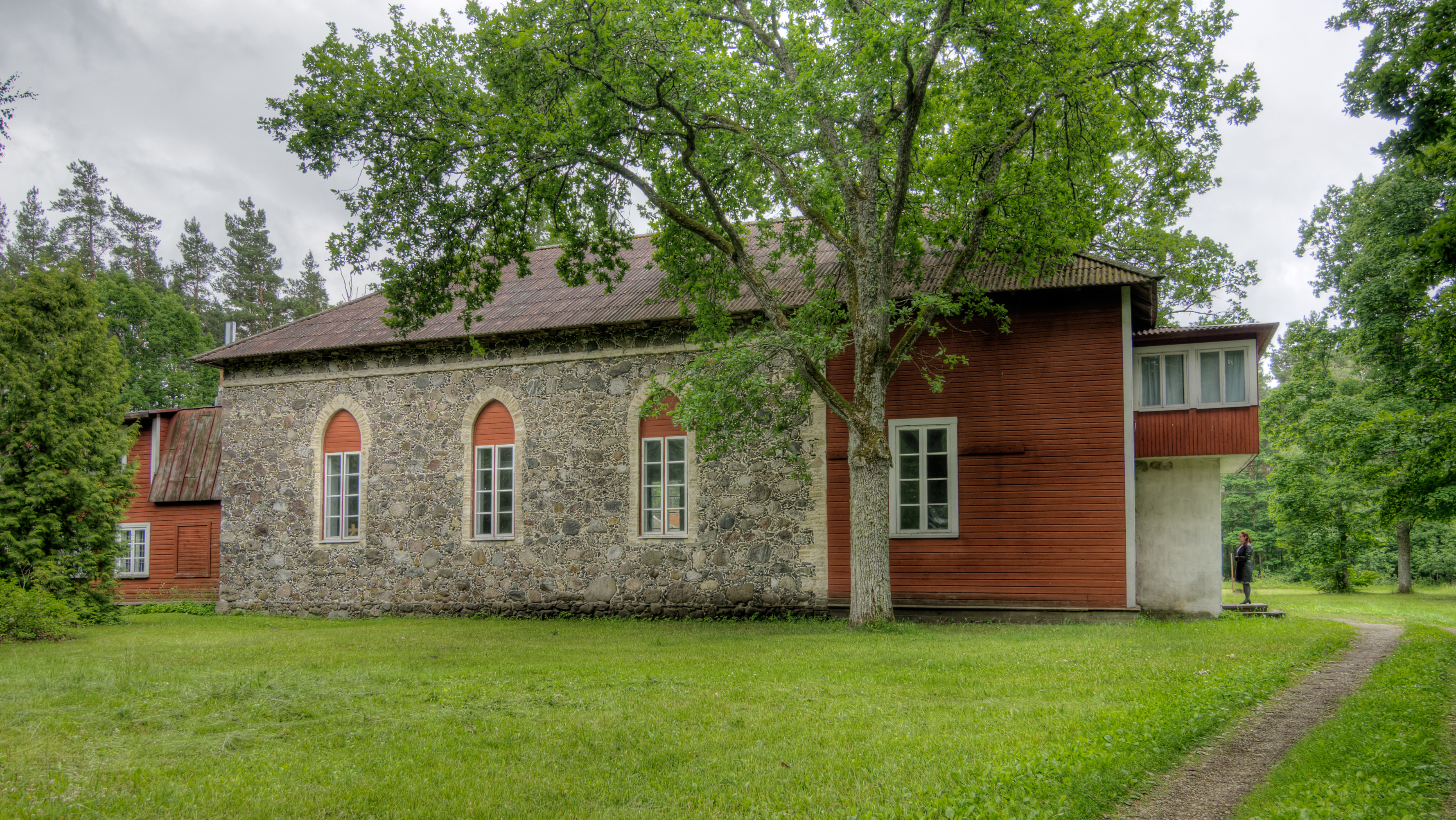
乌卢教堂

烏盧，是愛沙尼亞派爾努縣黑德梅斯泰市镇内的村庄及其行政中心，位於該國西南部，曾是原塔赫庫蘭市镇的行政中心，處於首都塔林以南130公里，海拔高度8米，2011年該村庄人口478。
58°17′N 24°35′E / 58.283°N 24.583°E